# Eenigenburg
Eenigenburg (52° 45′ N, 4° 44′ L) é uma cidade dos Países Baixos, na província de Holanda do Norte. Eenigenburg pertence ao município de Schagen, e está situada a 10 km, a noroeste de Heerhugowaard.
A área de Eenigenburg, que também inclui as partes periféricas da cidade, bem como a zona rural circundante, tem uma população estimada em 180 habitantes.